# Шумерська література

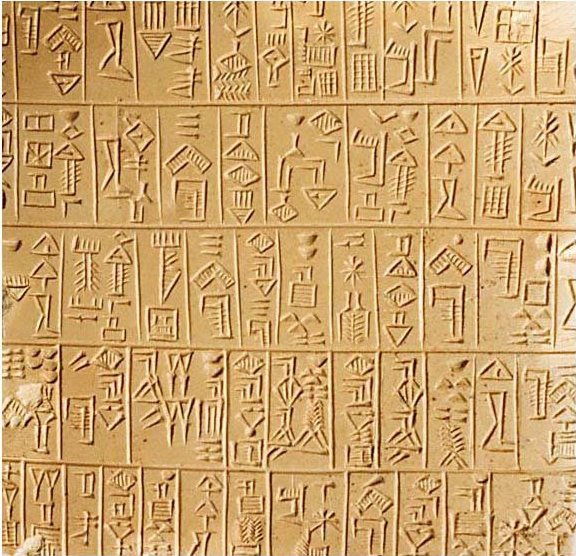
Шумерський текст. 26 століття до н. е.

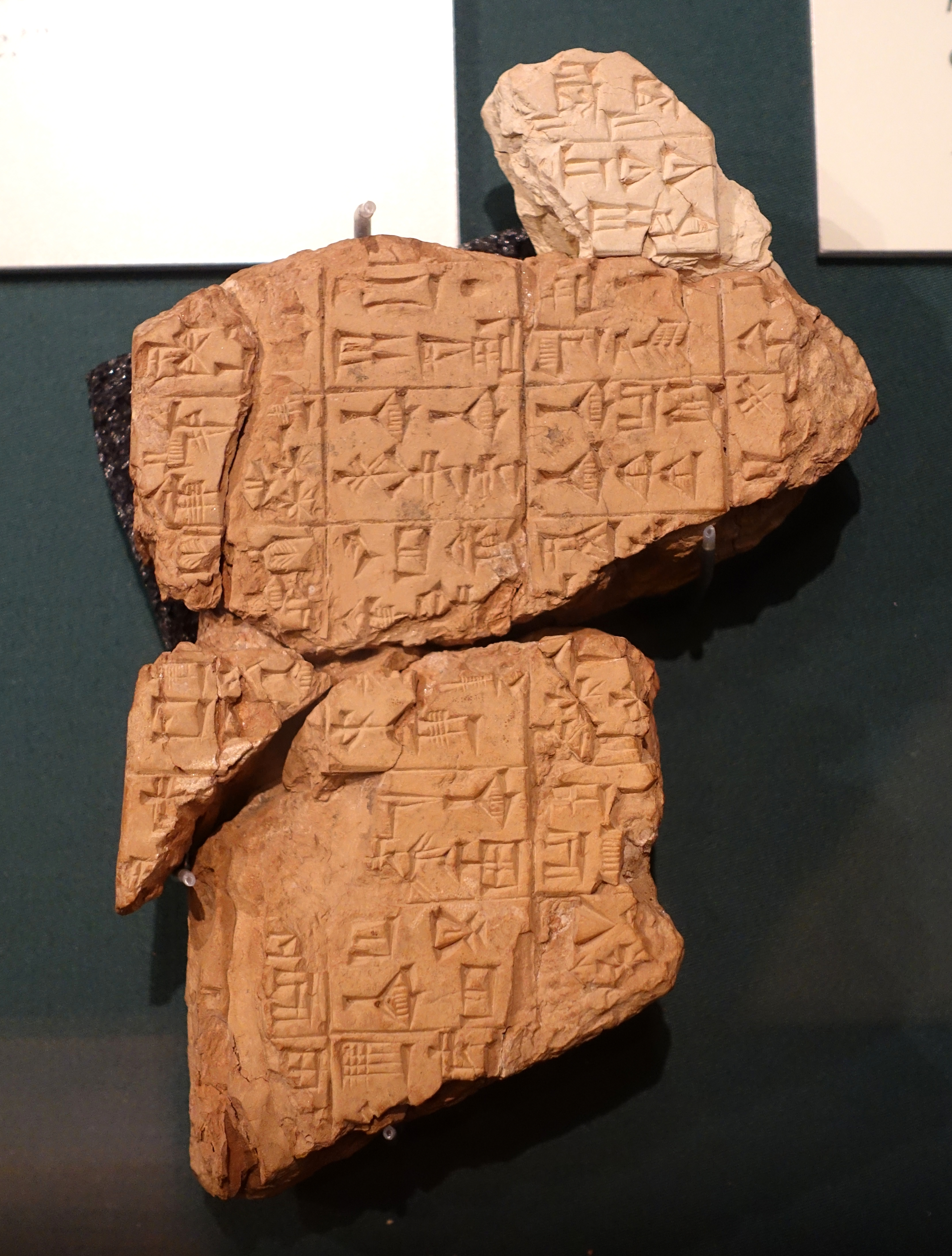
Повчання Шуруппака, середина 3 тисячоліття до н. е.

Шумерська література — це література, написана шумерською мовою протягом середньої бронзової доби. Переважна частина шумерської літератури збереглася непрямо, через посередництво ассирійських або вавилонських копій.
Стародавні шумери винайшли першу писемну систему у світі, розвинувши шумерський клинопис із ранніх протописемних систем 30 століття до н. е. Перші літературні тексти з'явилися близько 27 століття до н. е.
Шумерська мова залишалася в офіційному та літературному використанні в Аккадській та Вавилонській імперіях навіть коли повністю перестала вживатися як розмовна мова. Писемність була достатньо поширена серед населення, тому шумерські тексти, які учні копіювали під час навчання, суттєво вплинули на пізнішу аккадську (ассиро-вавилонську) літературу.
Шумерська література не дійшла до нас через історичну спадкоємність, однак була відкрита в результаті археологічних досліджень. Одначе аккадці запозичили багато з шумерської літературної спадщини й поширили ці традиції на Близькому Сході із подальшим впливом на інші літератури регіону.

## Історичне тло
Шумерський період в історії Межиріччя охоплює близько двох тисяч років — з 4 тисячоліття до н. е. і до кінця 3 тисячоліття до н. е.  Увесь цей період аккадці-семіти та шумери (можливо, нащадки Самаррської культури) жили поряд і на момент приходу до влади аккадської династії (24 століття до н. е.) відбувалося багато взаємовпливів. Шумерська культура не була придушена, хоча аккадський вплив відтоді все більше позначався на художній творчості регіону.
Після третьої династії Уру і династії Ісіна (21 століття до н. е.) Межиріччя остаточно об'єдналося під владою Вавилону, і шумери перестають існувати як окрема народність.

## Мова
Шумерська мова існувала у 3 і 2 тисячолітті до н. е. і вимерла як жива мова близько 2000-х до н. е. (витіснена аккадською), але існувала як класична мова (у релігії, праві тощо) до початку нашої ери.
Шумерська мова є мовним ізолятом. Існують різні гіпотези її спорідненості чи походження, однак всі вони не доведені. Зокрема її відносять до гіпотетичної сино-кавказької макрородини, до уральських мов, до картвельських мов, або споріднюють з баскською мовою тощо. Найпоширенішою наразі є гіпотеза її походження з індо-євфратичного мовного субстрату (суміші мов долини Євфрату, де мова «вторгнення» домінувала над місцевою мовою чи мовами).

## Шумерська релігія

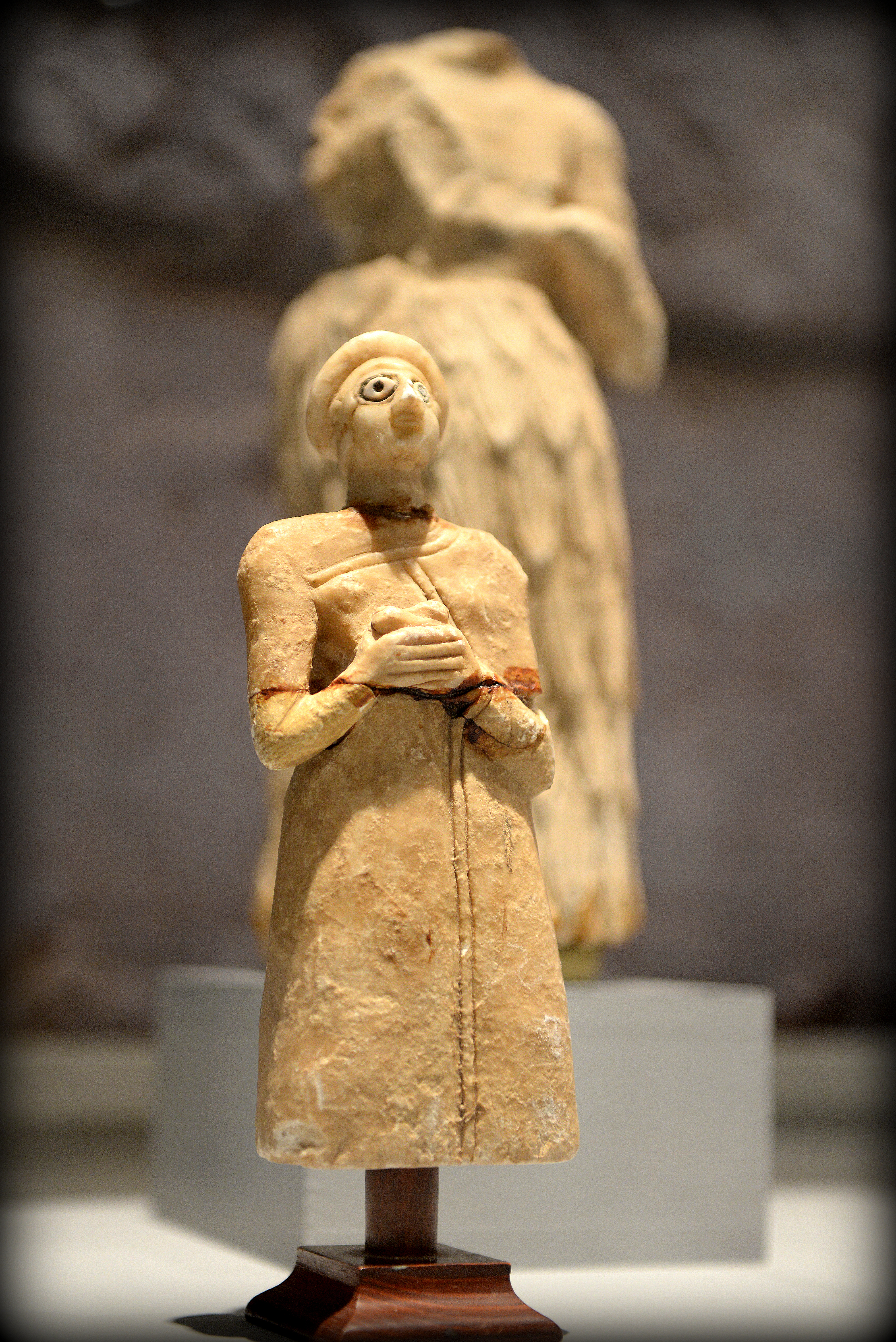
Шумерський віруючий. 2800–2300 до н. е.

Релігія мала визначальний вплив на художню літературу шумерів.
Релігію шумерів можна визначити як вірування, що ґрунтуються на громадських культах, тобто це одна з найдревніших типів релігій. Культи багато у чому носили первісний характер. Етичні вчення у релігійних поглядах не відігравали особливої ролі, найважливішу їхню частину складав магічний ритуал. Між громадами не було жодної однорідності ритуалу та міфології, однак не існувало і протиріч. Єдиного пантеону (аж до кінця 3 тисячоліття до н. е.) у шумерів не було, хоча вони й шанували кількох загальних космічних божеств.
Більшість богів були покровителями окремих громад і в кожній громаді саме з цими богами пов'язувалося власне коло міфів.
У місті Еріду, найдавнішому центрі Шумеру, шанували бога Еа (Енкі), володаря підземних прісних вод та світового океану, котрий також вважався творцем і суддею богів та людей, богом родючості, а пізніше і богом мудрості. В іншому крупному шумерському місті — Урі — шанували бога Нанну, або Зуена (букв. «Володар знання»), повелителя місяця, котрого часто зображали у вигляді бика з лазуритовою бородою.
Богинею-покровителькою міста Урука, що піднісся, як і Ур, ще у 4 тисячолітті до н. е., була Інанна, або Іннін, богиня неба (планета Венера), божество плотської любові, ворожнечі і війни. В Уруці також шанували її божественного батька Ану, володаря неба, та його брата Уту (Шамаша) — бога сонця.
Головним богом міста Ніппура був Енліль, цар богів та людей, котрий відносно рано став загальношумерським божеством.
Пізніше (наприкінці 3 — на початку 2 тисячоліття до н. е.) у північній частині Межиріччя виникає місто Вавилон. І починаючи зі старовавилонського періоду головним богом всього пантеону стає бог Мардук, що вважався сином Енкі (Еа), й був ототожнений з молодшим божеством Ереду — богом Асаллухі. Можливо, Вавилон первісно був колонією жителів Ереду.

## Особливості шумерської літератури

### Перехідний характер

#### Від усної до писемної творчості
Шумерська література найважливіша для нас тим, що показує перехід від усної до писемної творчості. Адже поява писемності не означала одночасної появи нового виду творчості — художньої літератури. У Месопотамії знадобилося більше тисячоліття для цього переходу, і літературні пам'ятки відображають різні його етапи. Імовірно, усна і писемна традиція довгий час існували у Шумері паралельно.
Попри близькість до фольклору, шумерська література все ж таки є іншим явищем, і саме тому історію літератури прийнято починати з неї (або з хронологічно близької давньоєгипетської літератури).
Тексти шумерської літератури, що збереглися, призначалися або для публічної декламації чи виконання, або для потреб шкільної освіти. Усні витоки пояснюють багато особливостей: недосконалість композиції, пропуски зрозумілих слухачам сюжетних елементів або того, що можна було виразити мімічно під час декламації, велика кількість різноманітних повторів тощо.
Попри цю специфіку, шумерська література дуже образна і експресивна, чому сприяв метафоричний тип мислення у давнину, і розрахована вона у першу чергу на те, щоби діяти емоційно і безпосередньо. Магічна роль віршованого твору робила цю літературу «мовою богів» для її творців і слухачів або читачів.

#### Від первісного до класового суспільства
Письмова шумерська література відобразила також процес зіткнення первісного суспільства з новим класовим суспільством.
Під час знайомства з шумерськими пам'ятками, особливо міфологічними, кидається в очі відсутність поетизації та ідеалізації образів. Шумерські боги не просто земні істоти, світ їхніх почуттів не просто світ людських вчинків та емоцій, адже постійно підкреслюється ницість і грубість натури богів, вони непривабливі та страшні. Божества, що утворюють живих істот із бруду з-під нігтів, що створюють людину напідпитку, що можуть через каприз загубити усе людство — усе це дуже близько первісному мисленню, придушеному необмеженою владою стихій та відчуттям власної безпомічності.
Підземне царство шумерів теж досить характерне. У його описі існує повна безнадія, немає ні справедливого судді, як єгипетський Осіріс, ні терезів, на яких зважуються вчинки людей, немає жодних особливих ілюзій стосовно того, чим і як завершиться людське життя. Можливо, така картина виникла з більш суворих умов життя мешканців Месопотамії.
Нова класова ідеологія мала щось протиставити цьому стихійному відчуттю жаху і безнадії, але спочатку вона й сама була безпомічна, тож лише відображала цей стан у письмових пам'ятках, що повторювали мотиви і форми давньої усної поезії.
Поступово зі становленням нового суспільного ладу змінюється і характер літератури, починають розвиватися нові жанри і форми. Процес відриву письмової літератури від усної прискорюється і стає очевидним. Виникнення на пізніх етапах розвитку шумерської літератури дидактичних жанрів та циклізація міфологічних сюжетів відображають все більшу самостійність письмового слова і його інше спрямування. Однак цей новий етап розвитку продовжили вже не шумери, а їхні культурні спадкоємці — аккадці, або вавилоняни.

### Величальний характер
За винятком дидактичної літератури, більшість інших шумерських текстів носять величальний характер. У них оспівуються боги, герої, царі, храми тощо. Це вказує на релігійне походження цих текстів, а також на характер світогляду шумерів.

## Історичні написи

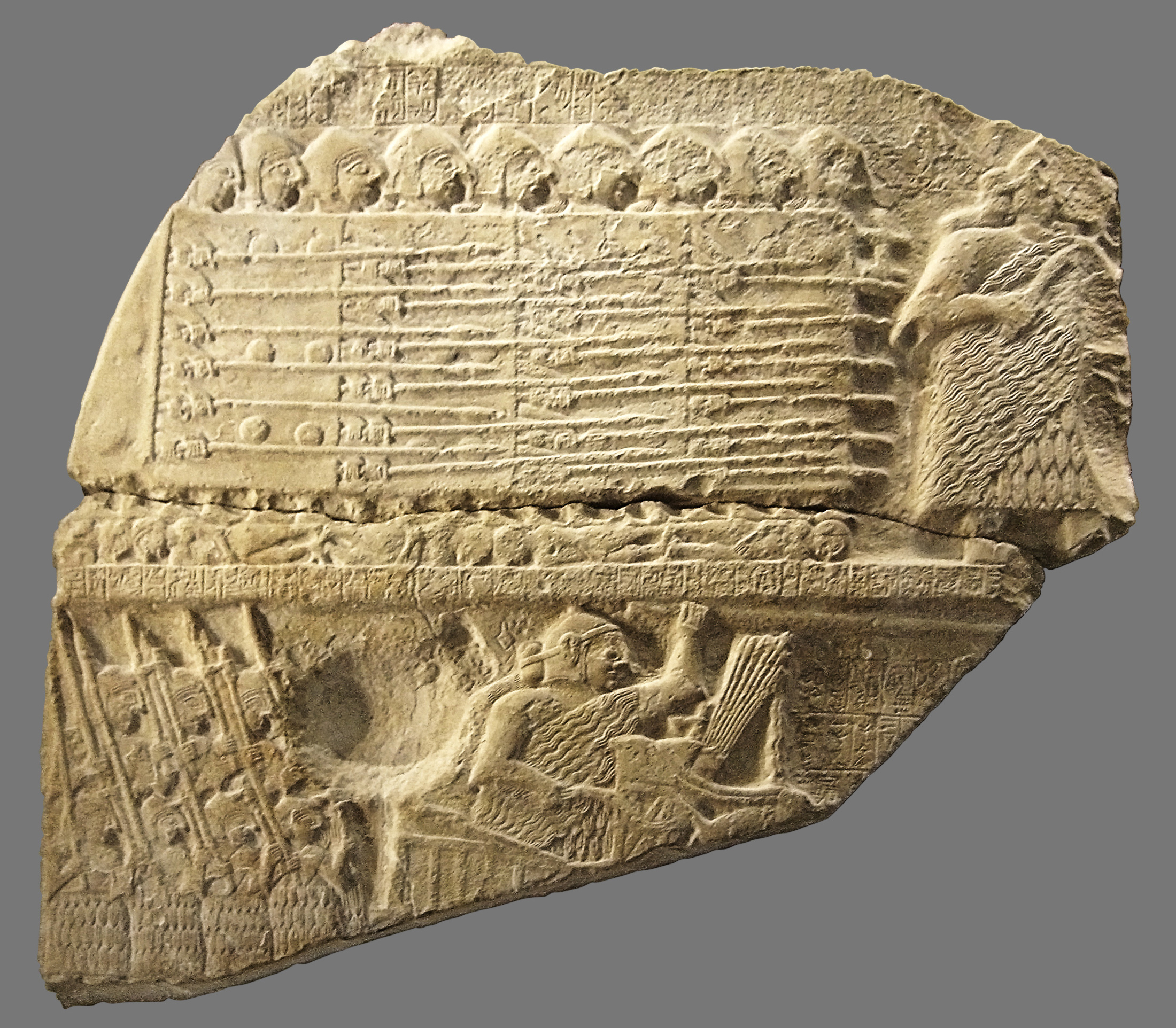
Стела коршунів

## Міфологічні твори

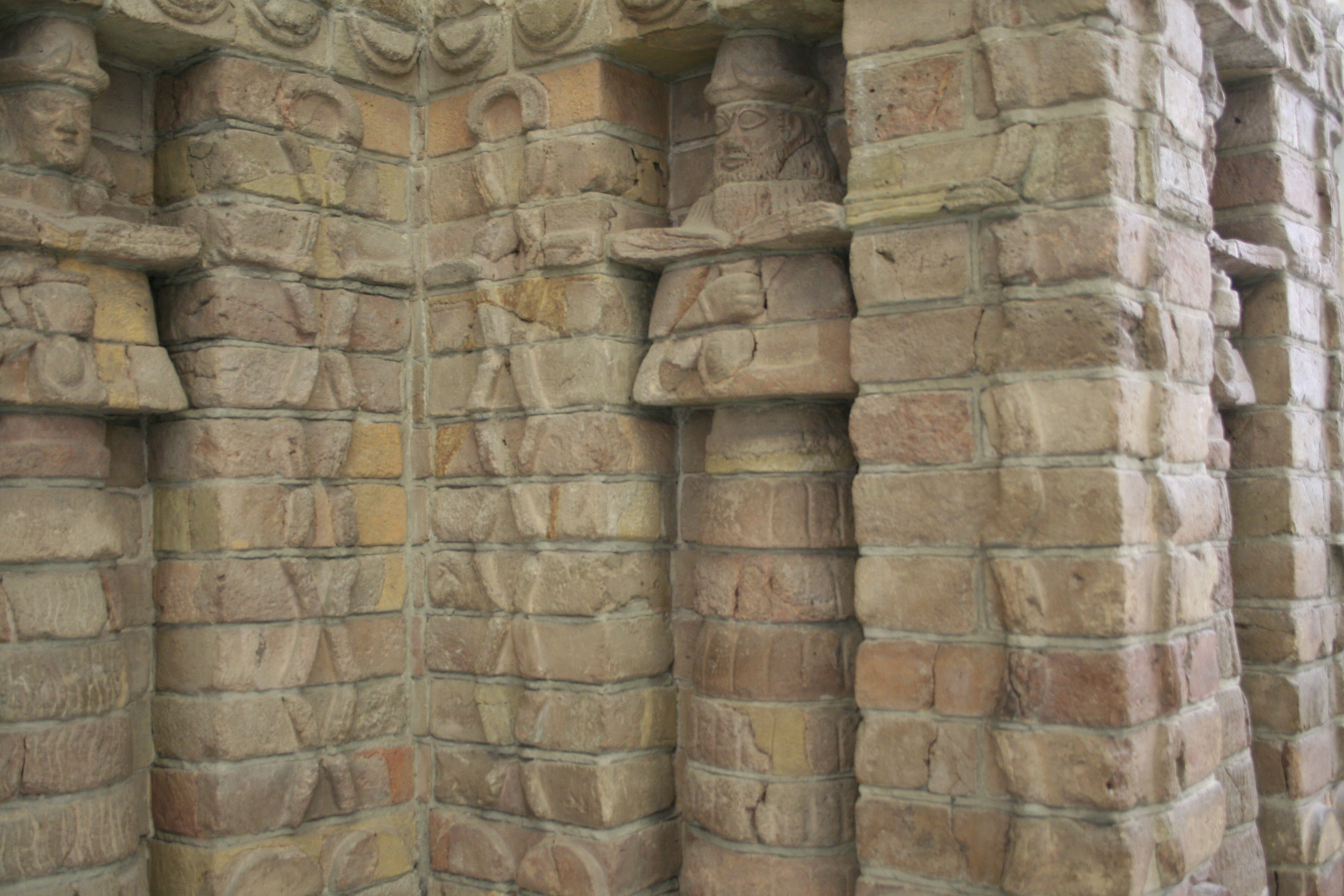
Храм Інанни

### Міфи про героїв

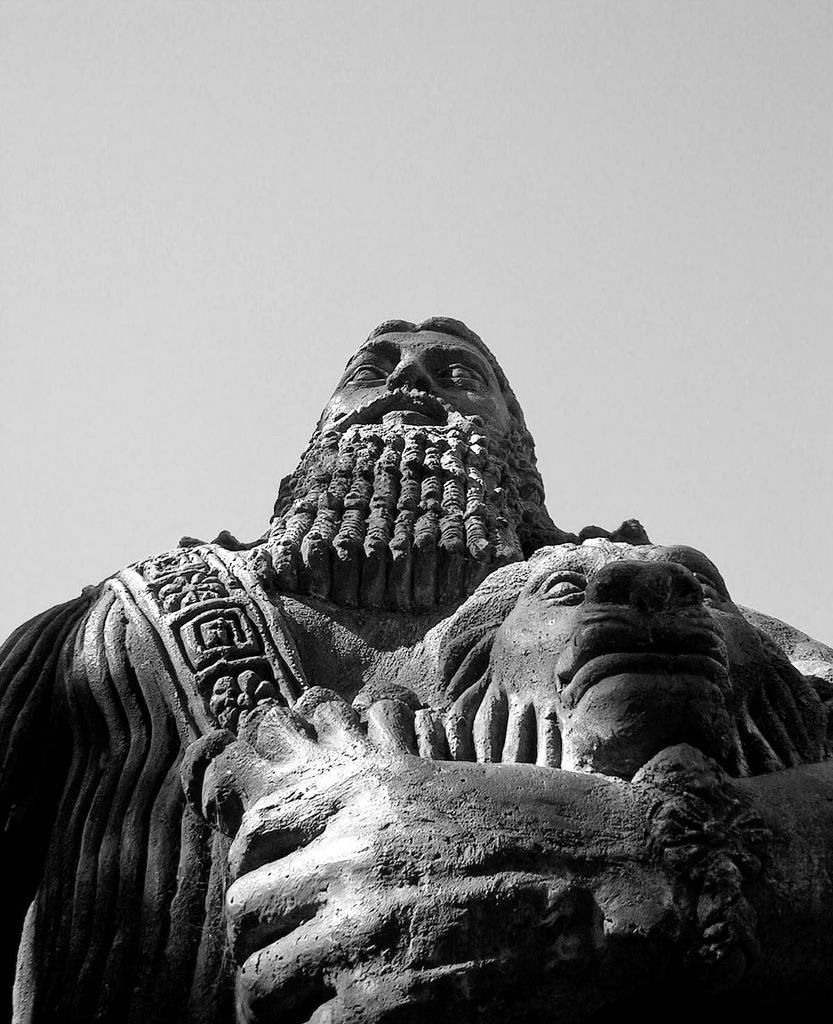
Гільгамеш

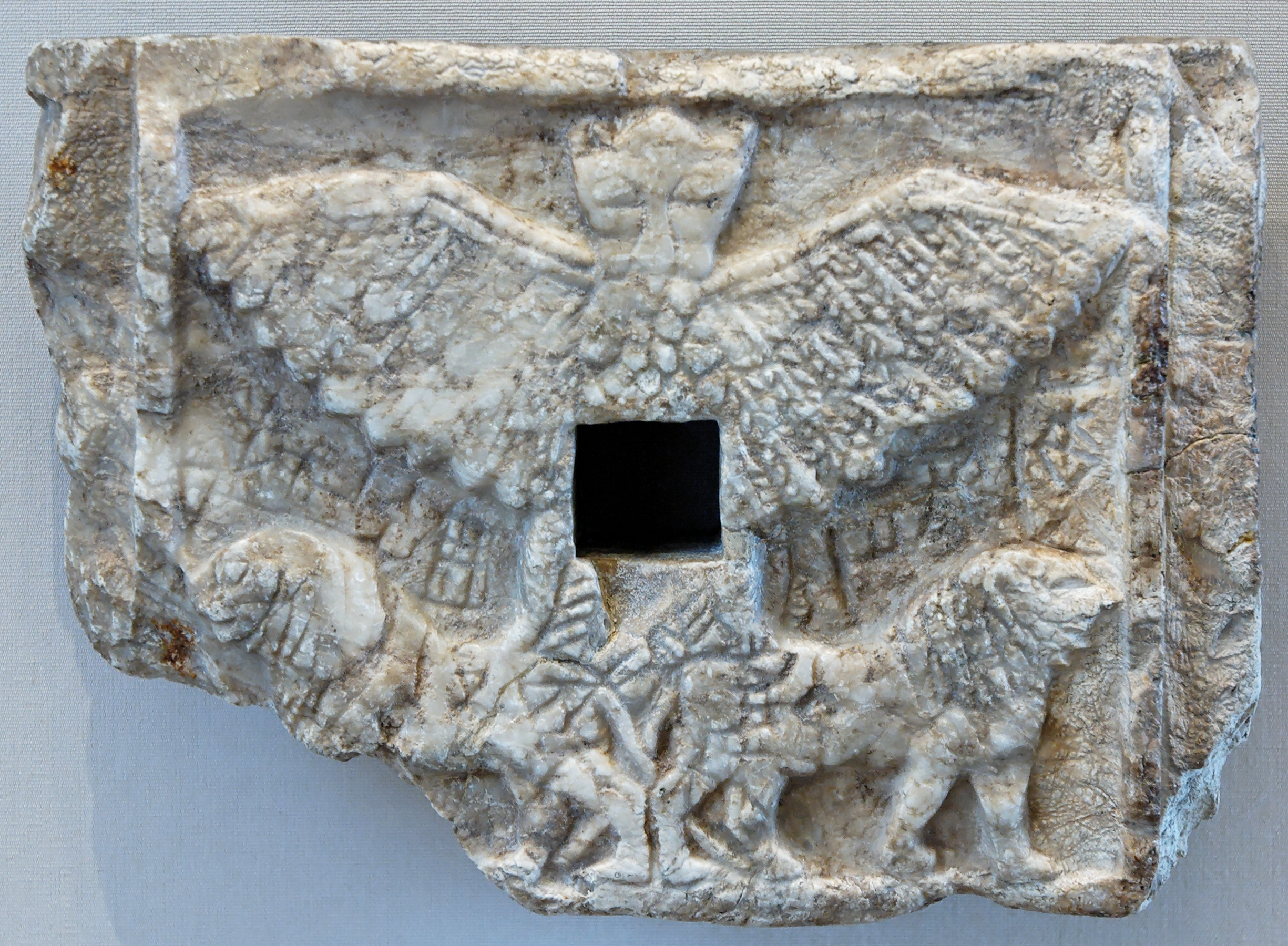
Орел Анзуд. 2550–2500 до н. е.

### Гімни

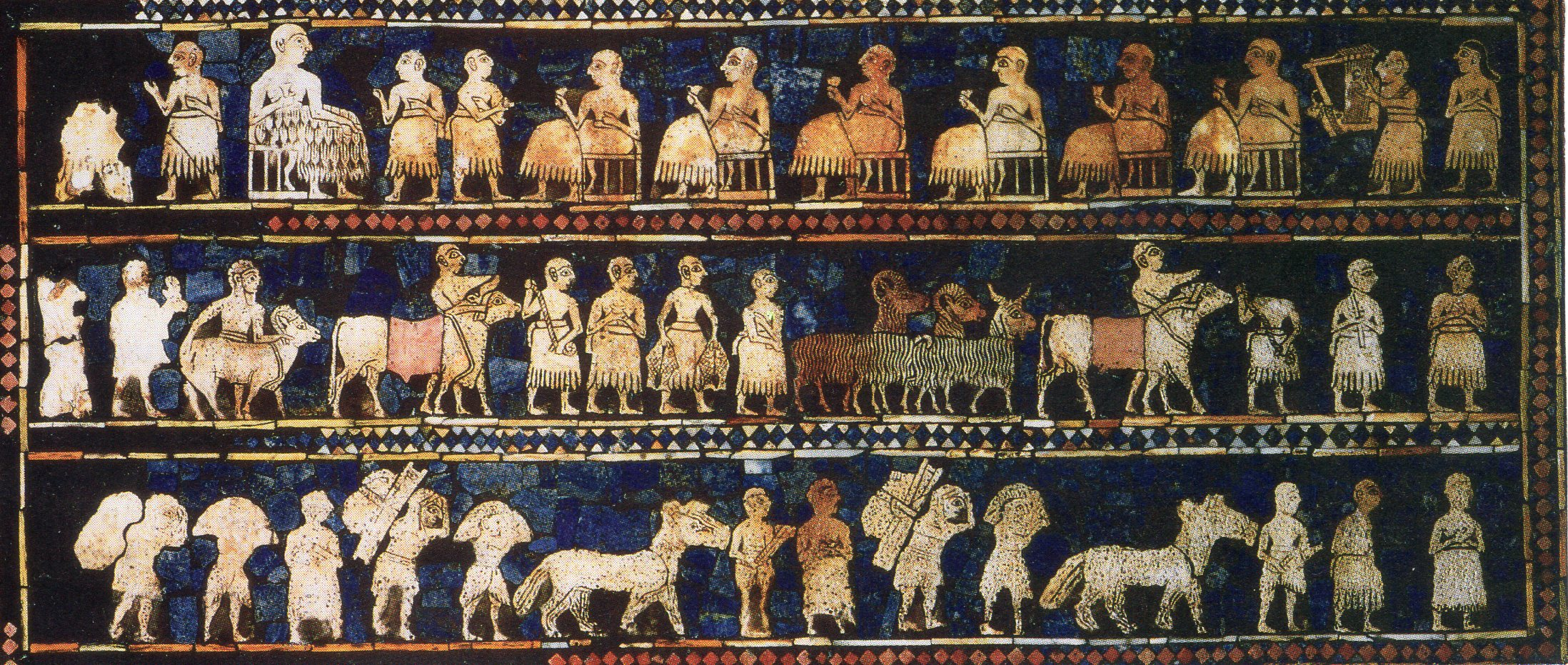
Мозаїка із царських усипальниць Ура